# Glenn Youngkin
Glenn Allen Youngkin, född 9 december 1966 i Richmond, Virginia, är en amerikansk affärsman och politiker. Han tjänstgör sedan januari 2022 som guvernör i delstaten Virginia.

## Biografi

### Bakgrund
Glenn Youngkin växte upp i Richmond och Virginia Beach. Han var en duktig basketspelare i sin ungdom vilket ledde till att han fick ett idrottsstipendium. Han avlade två kandidatexamina vid Rice University i Houston, Texas, och en masterexamen i företagsekonomi vid Harvard Business School i Boston, Massachusetts.

### Karriär
Youngkins första jobb var som diskare och kock på en diner i Virginia Beach. Efter avklarade universitetsstudier började han arbeta på investmentbolaget Carlyle Group där han skulle vara i 25 år. Youngkin jobbade sig uppåt i företag och var mellan 2017 och 2020 företagets verkställande direktör tillsammans med Kewsong Lee. Tiden på bolaget gjorde Youngkin mycket förmögen och Forbes uppskattar hans nettoförmögenhet till $ 440 miljoner.

### Guvernörsvalet 2021

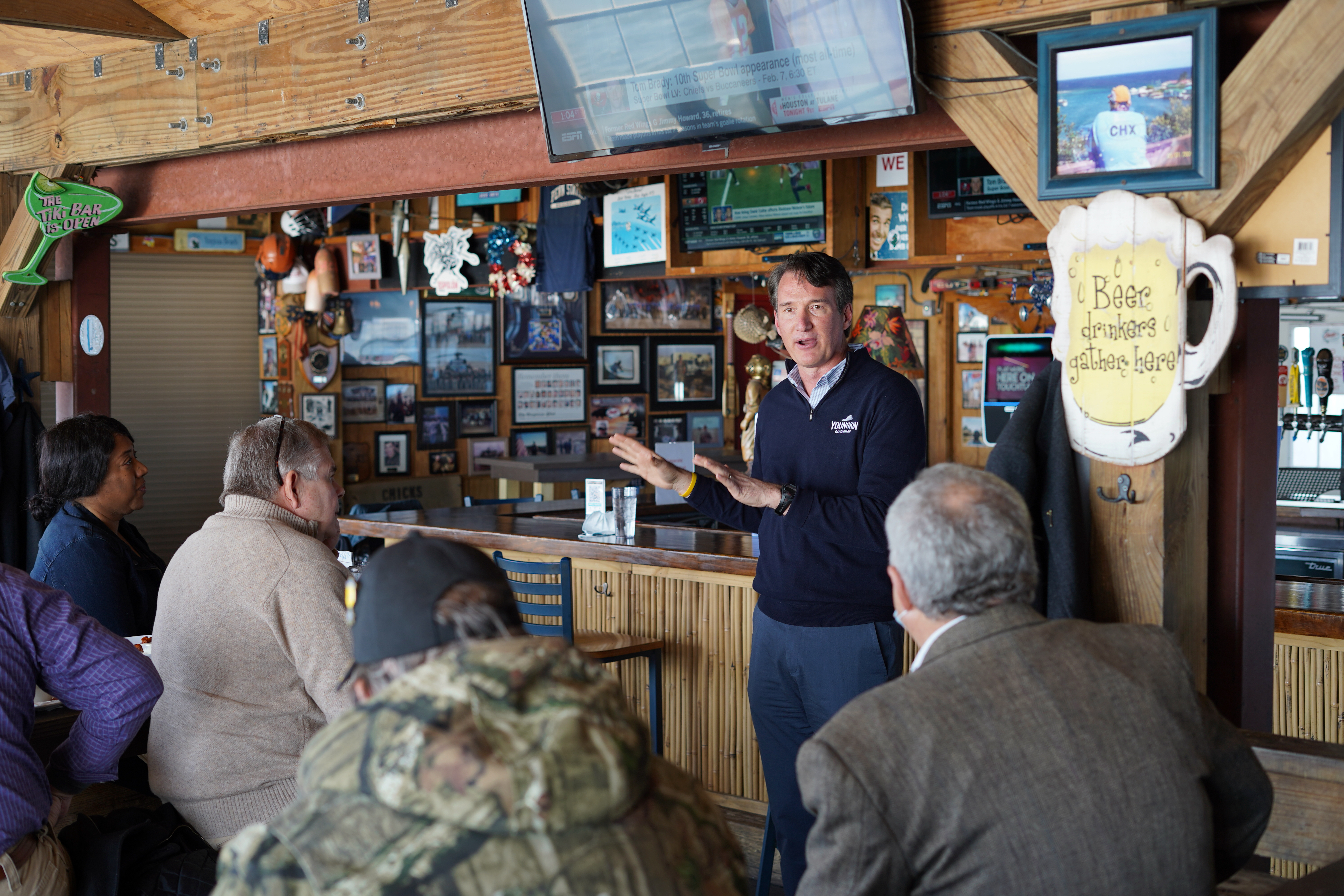
Youngkin möter väljare i Chester, januari 2021.

Youngkin kungjorde i januari 2021 att han kandiderade för att bli Republikanernas kandidat i kommande guvernörsval i Virginia. Hans kampanj var till stor del självfinansierad och han fick tidigt stöd från Texassenatorn Ted Cruz. Youngkin fick så småningom också partimedlemmarnas stöd. Han skulle därmed ställas mot den tidigare guvernören Terry McAuliffe, som var Demokraternas kandidat. (Den sittande demokratiska guvernören Ralph Northam kunde ej ställa upp för omval i enlighet med Virginias konstitution.)

McAuliffe var favorit för att vinna. Dels hade han tidigare vunnit ett guvernörsval, dels är Virginia en delstat som lutar åt Demokraterna och som med stor majoritet röstad på förutvarande vicepresident Joe Biden i presidentvalet 2020. Youngkin kandiderade på bland annat att lyfta restriktionerna med anledning av Covid-19-pandemin, lägre skatt samt mer inflytande åt föräldrar i utbildning. McAuliffe fick stöd från sittande presidenten Joe Biden, förutvarande presidenten Barack Obama samt sittande Virginiaguvernören Ralph Northam. Youngkin å andra sidan fick stöd från bland annat förutvarande presidenten Donald Trump, förutvarande Virginiaguvernören George Allen samt förutvarande talmannen Newt Gingrich. Just stödet av Donald Trump—som ej har hög popularitet i Virginia—användes flitigt av McAuliffe för att utmåla Youngkin som Trumpist.

Resultat i guvernörsvalet uppdelat bland counties och fristående städer. Områden färgade i rött röstade för Youngkin och i blått för McAuliffe.

Men Youngkin lyckades navigera balansgången mellan att locka mittenväljare och samtidigt få med sig republikanska väljare. Och på valdagen 2 november 2021 blev det klart att Glenn Youngkin skulle bli Virginias nästa guvernör för de kommande fyra åren. Han vann med totalt 50,6 % av rösterna jämfört med 48,6 % för McAuliffe. Detta var första gången en republikan vann ett guvernörsval i Virginia på tolv år. Youngkin fick bättre resultat i alla counties och städer, jämfört med Trump i presidentvalet året innan. Det blev även republikanska segrar i de tre parallella valen som hölls den dagen. Winsome Sears vann valet till viceguvernör och Jason Miyares vann valet till justitieminister. Republikanerna vann även en majoritet i delegathuset som är den lägre kammaren i Virginias generalförsamling.

### Virginias guvernör
Glenn Youngkin installerades som Virginias 74:e guvernör 15 januari 2022. Samma dag skrev han under 11 stycken exekutiva order som bland annat förbjöd kritisk rasteori i offentliga skolor, lät föräldrar avgöra om deras barn ska ha ansiktsskydd i skolan, tog bort påbudet av Covid-19-vaccin för offentligt anställda samt tog bort regleringar för att underlätta jobbskapande.
Youngkin skrev under sin första budget som guvernör i juni 2022. Budgeten innehöll $ 4 miljarder i skattesänkningar, vilket inkluderade moms på mat, som var ett kampanjlöfte från guvernören att ta bort. Youngkin hade även försökt upphäva Virginias bränsleskatt, men det stoppades av den demokratiskt styrda senaten.
Efter att Högsta domstolen förklarat att abort ej är en konstitutionell rättighet i Dobbs mot Jackson Women's Health Organization meddelade Youngkin att han hade för avsikt att sänka gränsen för abort i Virginia till den 15:e graviditetsveckan. Youngkin betonade dock att han står bakom undantag för våldtäkt, incest och där det är risk för moderns liv.
Den 12 september 2022 meddelade Youngkin att han och delstaten Virginia kommer inte förlänga avtalet med den delstatliga klimatkoalitionen Regional Greenhouse Gas Initiative (RGGI).

## Familj
Glenn Youngkin är sedan 1994 gift med Suzanne Youngkin, född Schulze. De har tre söner och en dotter.